# Ise Railway
Ise Railway (伊勢鉄道株式会社, Ise Tetsudō Kabushiki-gaisha), aussi appelée Isetetsu (伊勢鉄), est une compagnie de transport de passagers qui exploite une ligne ferroviaire dans la préfecture de Mie au Japon. Son siège social se trouve dans la ville de Suzuka.

## Histoire
La compagnie a été fondée le 1er octobre 1986. Elle commence l'exploitation de la ligne Ise le 27 mars 1987 à la suite de la Japanese National Railways.

## Ligne
La compagnie exploite une ligne.
| Ligne     | Nom japonais | Terminus       | Longueur (km) | Gares |
| --------- | ------------ | -------------- | ------------- | ----- |
| Ligne Ise | 伊勢線       | Kawarada - Tsu | 22,3          | 10    |

## Matériel roulant

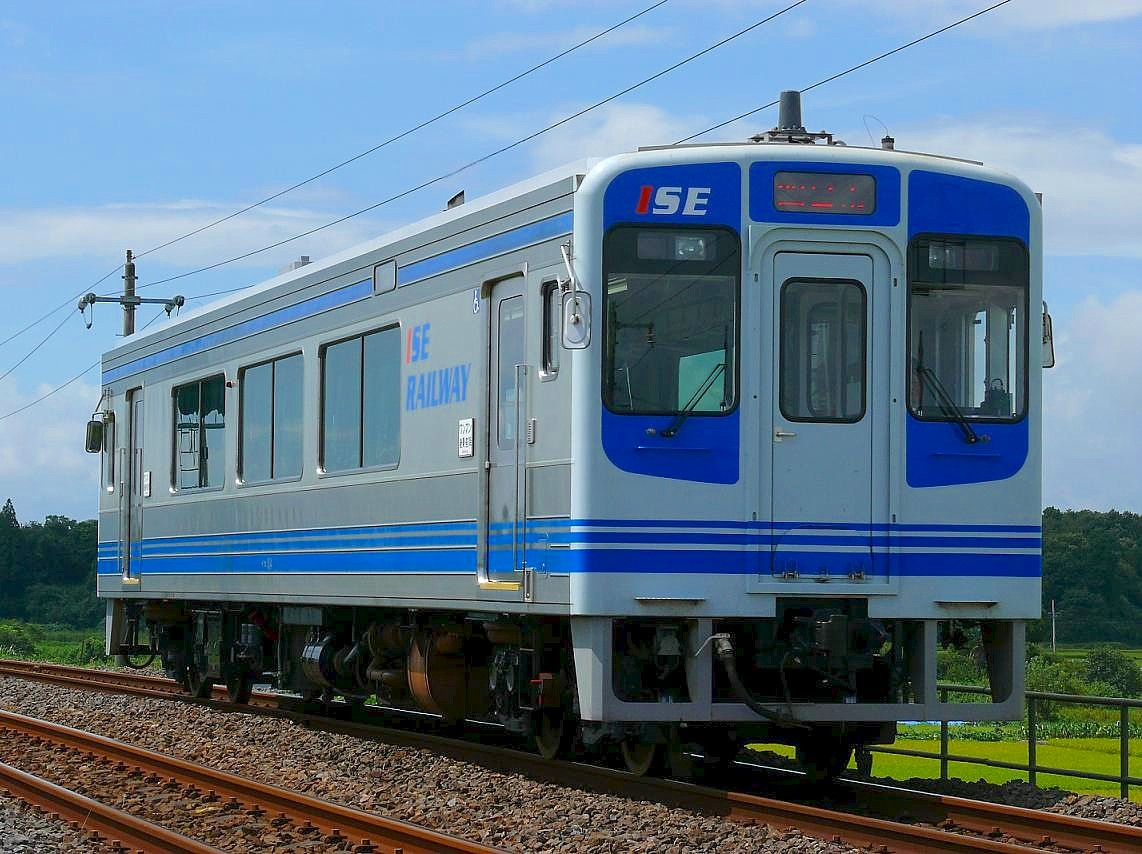
Autorail série Ise III.

La compagnie possède 4 autorails série Ise III.